# Antje Vollmer
Pour les articles homonymes, voir Vollmer.
Antje Vollmer, née le 31 mai 1943 à Lübbecke et morte le 15 mars 2023, est une femme politique allemande. Elle est membre du parti Alliance 90/Les Verts.

## Biographie
Dans les années 1970, Antje Vollmer est politiquement active dans la Ligue contre l'impérialisme, associée au parti maoïste KPD/AO, sans toutefois en devenir membre. Elle est membre du Parti vert depuis 1985.
Elle est élue au Bundestag en 1983 via la liste départementale des Verts, également ouverte aux non-membres, et fait ainsi partie du premier groupe parlementaire des Verts.
Politiquement, elle appartient au groupe autour de Dirk Schneider, qui veut reconnaître de nombreuses demandes de la RDA, comme les revendications d'Erich Honecker à Gera, à partir de 1984. Elle est contre la réunification allemande jusqu'en 1989.
En 1987, elle est réélue au Bundestag et reste membre jusqu'à la fin de la législature en 1990. De janvier 1989 à décembre 1990, elle est à nouveau porte-parole du groupe des Verts. Lors des élections fédérales de 1990, les Verts ouest-allemands ne réussissent pas à franchir la barre des 5 %. Pendant ce temps, Antje Vollmer travaille à Bethel et en tant qu'auteure indépendante pour Die Tageszeitung, Stern, Spiegel et d'autres journaux. Pendant un an, elle est boursière au Wissenschaftskolleg de Berlin.
En tant que pacifiste, elle critique à plusieurs reprises les interventions militaires, s'oppose à la guerre de l'OTAN contre la Yougoslavie en 1999 et s'engage dans un mouvement non violent au Kosovo. Elle se prononce contre les guerres d'Afghanistan et d'Irak. Au vu des multiples conflits que cela a déclenché, elle renonce finalement à un autre mandat politique pour son parti et ne se présente pas aux élections fédérales de 2005. À l'approche des Jeux olympiques de Pékin, elle tente de trouver une solution politique à la question tibétaine et d'intervenir dans le processus.